# Lubitów
Lubitów (ukr. Любитів) – wieś w rejonie kowelskim obwodu wołyńskiego. W II Rzeczypospolitej miejscowość była siedzibą gminy wiejskiej Lubitów w powiecie kowelskim województwa wołyńskiego. Wieś liczy 1436 mieszkańców.
Znajduje tu się stacja kolejowa Lubitów, położona na linii Zdołbunów – Kowel.